# Бородулин, Феодосий Романович
Феодо́сий Рома́нович Бороду́лин (1896—1956) — советский учёный и педагог, историк медицины, доктор медицинских наук (1941), профессор  (1950). Ректор Дагестанского государственного медицинского института (1936—1939). Один из основоположников истории отечественной медицины.

## Биография
Родился 31 декабря 1896 года в деревне Большие Лежни Полоцкого уезда Витебской губернии в многодетной крестьянской семье. В 1915 году окончил Витебскую гимназию.
Участвовал в Февральской и Октябрьской революциях. С 1919 года был участником Гражданской войны, а в 1921 году участвовал в подавлении Кронштадтского восстания. После окончания Гражданской войны на политических должностях — заместитель председателя Витебского революционного комитета и одновременно Витебского исполнительного комитета Совета рабочих, крестьянских и солдатских депутатов.
С 1918 по 1923 год учился на медицинском факультете Московского государственного университета и с 1923 по 1928 год — на естественном факультете в Институте красной профессуры. С 1927 по 1936 год заведовал терапевтическим отделением Кремлёвской больницы. С 1928 по 1932 год — на педагогической и клинической работе в Первом Московском медицинском институте в должностях ассистента и доцента терапевтической клиники, на клинической работе — в Московской больнице в должности заведующего терапевтическим отделением. С 1932 по 1939 год — на педагогической и руководящей работе в Дагестанском государственном медицинском институте в должности заведующего кафедрой госпитальной терапии, с 1936 по 1939 год — ректора этого института. 
В 1937 году по ложному доносу был арестован и находился в заключении до середины 1939 года; оправдан. В то время исполняющим обязанности директора ДМИ был назначен Омар Алиевич Байрашевский
В 1939 по 1941 год обучался на докторантуре по кафедре истории медицины Первого Московского медицинского института под руководством профессора И. Д. Страшуна. Участник Великой Отечественной войны: с июля 1941 года — старший врач полка, с июля 1942 года — армейский терапевт 38-й армии Калининского фронта. Войну окончил в Праге в звании подполковника медицинской службы. 
С 1947 по 1949 год — на научной работе во Всесоюзном НИИ организации здравоохранения в должности старшего научного сотрудника отдела истории медицины,  С 1949 по 1956 год — на педагогической работе в Первом Московском медицинском институте в должности профессора, а с 1950 года — заведующего кафедрой истории медицины.

### Научно-педагогическая деятельность
Основная научно-педагогическая деятельность Ф. Р. Бородулина была связана с вопросами в области нервизма и истории военной русской и советской, а так же древней и античной медицины. Под руководством Ф. Р. Бородулина была составлена первая в Советском Союзе учебная программа по преподаванию истории медицины и курсу лекций.
В 1941 году защитил диссертацию на соискание учёной степени доктора медицинских наук по теме: «Школа С. П. Боткина», в 1950 году ему было присвоено учёное звание профессор. Под руководством Ф. Р. Бородулина было написано около ста научных трудов, в том числе монографий. Под руководством Бородулина были написаны и защищены 10 кандидатских и пять докторских диссертаций. Среди учеников Ф. Р. Бородулина известные учёные: профессора Ю. П. Лисицын, М. А. Тикотин, Н. А. Григорьян, Э. Д. Грибанов, М. К. Кузьмин и другие.
Скончался 30 октября 1956 года в Москве. Похоронен на Даниловском кладбище.

## Награды
- Орден Красной Звезды (25.02.1944)